# هارولد کروتو
سِر هارولد والتر کروتو (انگلیسی‏: Sir Harold Walter Kroto, زاده ۷ اکتبر ۱۹۳۹ – درگذشته ۳۰ آوریل ۲۰۱۶), معروف به هری کروتو، شیمی‌دان انگلیسی بود. او جایزه نوبل شیمی ۱۹۹۶ را به همراه رابرت کرل و ریچارد اسمالی به جهت کشفشان، فولرن‌ها، دریافت کرد. او بسیاری از جوایز و افتخارات دیگر را نیز کسب کرده‌است.
او در طول زندگی خود، در کرسی‌ها و جایگاه‌های دانشگاهی بسیاری قرار گرفت؛ اما حرفه خود را در کرسی استادی شیمی «فرانسیس اِپس» در دانشگاه ایالتی فلوریدا پایان داد؛ جایی که در سال ۲۰۰۴ به آن پیوسته بود. پیش از این، او حدود ۴۰ سال را در دانشگاه ساسکس سپری کرده بود. او به توجیهات و آموزش‌های علمی معتقد بود و آن را ترویج می‌داد و از منتقدان باورها و اعتقادات مذهبی بود.